# Ochiltree megye
Ochiltree megye az Amerikai Egyesült Államokban, azon belül Texas államban található. Megyeszékhelye és legnagyobb városa Perryton. Lakosainak száma 10 015 fő (2020. április 1.). Ochiltree megye Hansford, Texas, Beaver, Lipscomb és Roberts megyékkel határos.

## Népesség
A megye népességének változása:
| Lakosok száma | 10 180 | 10 462 | 10 660 | 10 806 | 10 747 | 10 015 |
|               | 2010   | 2011   | 2012   | 2013   | 2015   | 2020   |